# Diaporthe melonis
Diaporthe melonis är en svampart som beskrevs av Beraha & M.J. O'Brien 1979. Diaporthe melonis ingår i släktet Diaporthe och familjen Diaporthaceae.   Inga underarter finns listade i Catalogue of Life.